# Jamie Cook
Jamie Robert Cook (Sheffield, 8 luglio 1985) è un chitarrista britannico, è il chitarrista della band indie rock Arctic Monkeys.

## Biografia
Jamie Cook era il vicino di casa di Alex Turner a Sheffield, e come Turner ricevette la sua prima chitarra in regalo nel natale del 2001.
"Cookie" è considerato il membro più schietto e carismatico del gruppo.

## Vita privata
Come Matt Helders Cook ha mantenuto la residenza a Sheffield.
È sposato con Katie Downes, una modella inglese. Ha due figli Forrest e Bonnie Cook.

## Discografia

### Arctic Monkeys
- 2006 – Whatever People Say I Am, That's What I'm Not
- 2007 – Favourite Worst Nightmare
- 2009 – Humbug
- 2011 – Suck It and See
- 2013 – AM
- 2018 – Tranquility Base Hotel & Casino
- 2020 - Live at the Royal Albert Hall
- 2022 – The Car